# Värmlands regionaltåg
Värmlands regionaltåg är länståg inom Värmlands län och Örebro län och drivs av Värmlandstrafik. Trafikutövare är sedan den 13 december 2009 Vy Tåg (före detta Tågkompaniet).

## Linjer
Värmlandstrafiks regionaltåg trafikerar två linjer:
- Linje 70: Charlottenberg-Arvika-Kil-Karlstad C-Kristinehamn(-Degerfors)
- Linje 74: Torsby-Sunne-Kil-Karlstad C

Dessutom gäller Värmlandstrafiks biljetter på SJ:s tåg på sträckan:
- Linje 71: Åmål-Säffle-Grums-Kil-Karlstad C[2]

## Historia
Tågoperatör mellan 2004 och 2009 var Merresor.